# Victor-Bernard Derrécagaix
Victor-Bernard Derrécagaix, né à Bayonne le 14 octobre 1833 et mort à Anglet le 11 avril 1915, est un général de division et explorateur français.

## Biographie
Il sort de Saint-Cyr en 1854 et est envoyé en Algérie en 1856. Il participe alors aux campagnes des Babors et de Grande-Kabylie (1857).
Affecté aux Services topographiques de l'Algérie en 1862, il établit des relevés cartographiques dans le sud-oranais. À son retour en France, il effectue des recherches d'histoire coloniale et se spécialise sur la mission Flatters, ce qui lui ouvre la chaire d'histoire militaire à l’École de guerre (1883).
Directeur du Service géographique de l'armée (1888-1896), il fait en 1890 une importante campagne d'inspection géodésique et topographique en Algérie et en Tunisie et exerce en 1893 et 1902 les fonctions de président de la Commission centrale de la Société de géographie de Paris.

## Distinctions
- Commandeur de la Légion d'honneur en 1887, Officier en 1871, Chevalier en 1860.
- Commandeur de l'ordre de Léopold
- Ordre de la Couronne de chêne

## Travaux
- Conférence sur l'insurrection de la Dalmatie, 1869
- Histoire de la guerre de 1870, 1871
- Étude sur les états-majors des armées étrangères, suivie d'un projet de réorganisation de l'État-major français, 1871
- Le Sud de la province d'Oran, 1877
- Les deux missions du colonel Flatters, 1882
- La Guerre moderne, 1890
- In-Salah, La Géographie, I, 1900, p. 141-146
- Le Déclassement de la place de Bayonne, 1900
- La Guerre et l'armée, 1901
- Le Service militaire de deux ans, 1902
- Le maréchal Berthier, prince de Wagram et de Neuchâtel, 2 vols., 1904-1905
- Les derniers Jours du maréchal Berthier, 1905
- Récits d'Afrique. Yusuf, 1907
- Les États-Majors de Napoléon. Le lieutenant-général Cte Belliard, chef d'état-major de Murat, 1908
- Nos Campagnes au Tyrol. 1797, 1799, 1805, 1809, 1910
- Le Maréchal Pélissier, duc de Malakoff, 1911
- Le Général de division Cte de Martimprey, 1913
- Le Maréchal de France Cte Harispe, 1768-1855, 1916
- Mes souvenirs, 1921